# Кім Хьонджун
Кім Хьонджун (кор. 김현중, 金賢重; нар. 6 червня 1986, Сеул, Південна Корея) — південнокорейський співак, актор та модель. Лідер гурту SS501, наразі займається сольною музичною кар'єрою.
Як актор велику популярність здобув після виходу корейської драми: «Хлопці кращі за квіти» (2009), роль у якій принесла йому декілька престижних нагород на «Сеульській міжнародній премії драми» та «Премія мистецтв Пексан».

## Біографія
Народився 6 червня 1986 року у м. Сеул. У школі почав грати у гурті на бас-гітарі. Вирішивши стати співаком, він кинув школу, однак пізніше, вже після дебюту SS501, закінчив навчання.
У 2011 році Кім вступив до університету Чунгвон — спеціальність менеджмент сценічного виробництва, а у 2012 році до університету Конджу — спеціальність музика та співи.
Як лідер гурту SS501 Хьонджун дебютував у червні 2005 року. Цього року було випущено альбом Warning. Група відразу здобула надзвичайну популярність і через п'ять місяців було випущено другий альбом. З 2007 року група почала мати успіх і в Японії. У січні 2008 року SS501 виграли у номінації «Найкращий дебют» від «Japan Gold Disc Award».
У 2008 році Кім Хьонджун разом із південнокорейською співачкою Хванбо (Hwangbo) взяв участь у першому сезоні реаліті-шоу «Ми одружилися». Пара здобула приз «Глядацьких симпатій». Однак у зв'язку із напруженим графіком роботи і початком знімання драми «Хлопці кращі за квіти», вони вирішили покинути шоу.
У 2011 році Кім Хьонджун розпочав свою сольну кар'єру. Він випустив свій перший мініальбом «Break down» та здійснив тур сімома містами Японії. Того ж року було випущено альбом Lucky.
Оскільки його альбоми та виступи були надзвичайно популярними у Японії, у 2012 році співак випустив декілька синглів та альбом японською мовою.
У 2013 році Кім Хьонджун повністю змінив імідж і у кліпі до пісні «Unbreakable» з'явився з традиційними корейськими татуюваннями та засмагою, відійшовши від образу романтичного героя.
У 2014 році вийшов новий альбом співака — «Timing» та завершили знімання нової драми «Натхненне покоління».
Фан-клуб співака отримав назву «Henecia» від першої літери імені співака «H» та від латинського слова «benecia», що означає благословенний.

## Фільмографія

### Фільми
- 2006 — анімаційний фільм «Наживка для акули» / Shark Bait / Pi's Story

### Телевізійні серіали
| Рік       | Назва                        | Роль        | Мережа |
| --------- | ---------------------------- | ----------- | ------ |
| 2005-2006 | Чи може кохання повернутися? |             | KBS2   |
| 2009      | «Хлопці кращі за квіти»      | Юн Чі Ху    | KBS2   |
| 2010      | «Грайливий поцілунок»        | Бек Син Чжо | MBC    |
| 2011      | «Одержимі мрією»             | камео       | KBS2   |
| 2014      | «Натхненне покоління»        | Сін Чон Те  | KBS2   |
| 2018      | «Коли зупинився час»         | Мун Чун У   | KBS W  |

## Дискографія
| Корейські альбоми - Break Down (2011) - Lucky (2011) - Round 3 (2013) - Timing (2014) - Haze (2017) - New Way (2019) - Salt (2019) - A Bell of Blessing (2020) - My Sun (2022) | Японські альбоми - Unlimited (2012) - Imademo (2015) - Re: wind (2017) - Take My Hand (2018) - Wait for Me (2018) - This Is Love (2019) - Moon, Sun and Your Song (2020) |

## Концертні тури
- First Japan tour (2011)[3]
- Asia Fan Meeting Tour (2012)[4]
- Unlimited Japan tour (2013)[5]
- Phantasm World tour (2014)[6]
- Gemini Japan tour (2015)[7]
- Inner Core Japan tour (2017)[8]
- Haze World tour (2018)[9]
- Japan Take My Hand Tour (2018)
- «New Way» concert Tour (2019)
- «Bio-Rhythm» World tour (2019)
- «Moon, Sun and Your Song» Japan Tour (2020)
- «A Bell Of Blessing» Distance Concert (2020)[10][11]
- «Prism Time» Kim Hyun-Joong 2021 online monthly concert. (May to November)[12]
- «The End of a Dream» 2022/2023 World Tour[13]